# Češi v Srbsku

Znak České národní rady v Srbsku

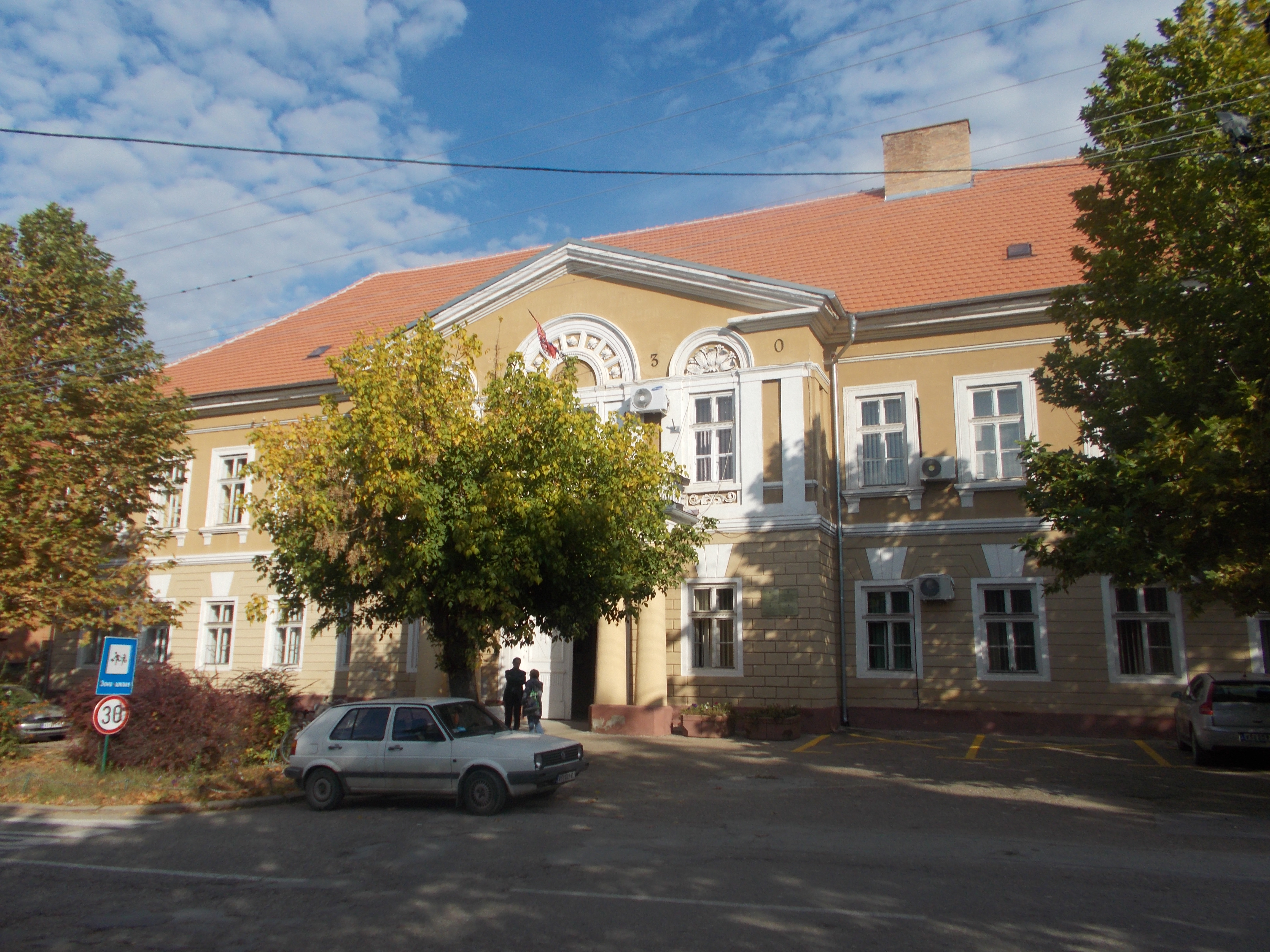
Budova obecního úřadu Bela Crkva, ve které je sídlo České národní rady

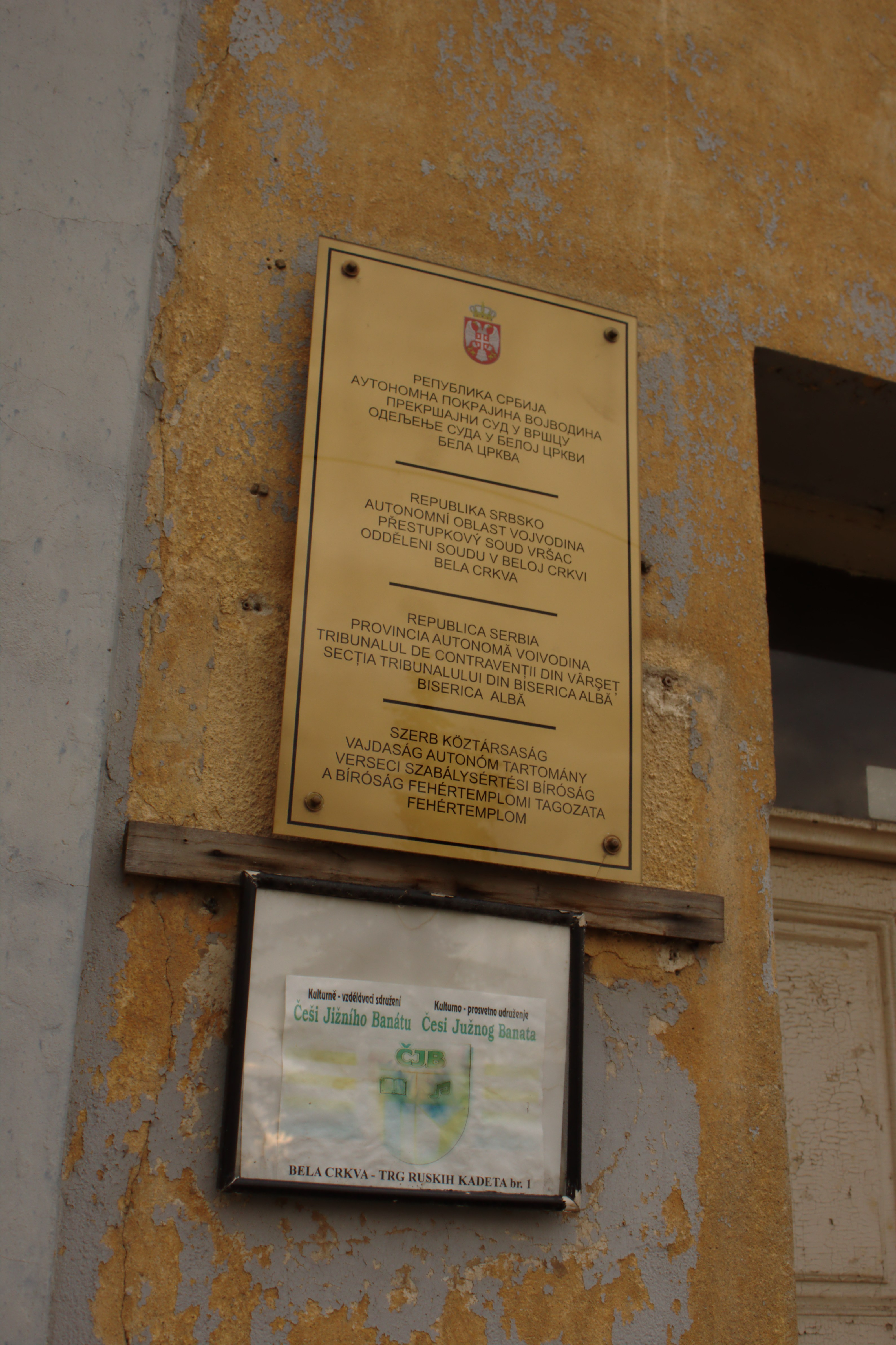
Český nápis na budově v obci Bela Crkva.

Češi představují v Srbsku jednu z mnohých národnostních menšin. 1 824 osob, které se hlásí k české národnosti, je soustředěno hlavně v oblasti jihobanátského okruhu ve východní Vojvodině na hranici s Rumunskem.

## Regionální vymezení
V roce 2011 bylo z celkových 1824 osob, které se na území Srbska přihlásili k české národnosti, 1399 žijících na území Vojvodiny (z čehož vyčnívají města Kovin, Novi Sad a Vršac, kde žije alespoň 100 lidí, kteří se hlásí k české národnosti), 307 na území hlavního města Bělehradu, 57 v západní části Centrálního Srbska a 61 v části východní. Pro území Kosova nebyla žádná data zjištěna. 
Nejznámějším místem, kde se soustředí česká národnostní menšina, je obec Češko Selo, která je součástí okresu Bela Crkva. V uvedeném městě sídlí Česká národní rada v Srbsku, která zastupuje zájmy české národnostní menšiny v Srbsku. Česká menšina je ještě zastoupena i v nedalekých vesnicích Vračev Gaj a Kruščica apod. 
Zhruba 800 lidí z uvedeného počtu uvedlo jako mateřský jazyk jazyk český. Z celkového počtu příslušníků české menšiny se největší část hlásí ke křesťanství (85,09 %) z čehož 69,52 % je římskokatolického vyznání, 10,03 % pravoslavného a 4,44 % jsou protestanti. Věkový průměr příslušníků české menšiny se pohybuje vysoko nad celosrbským průměrem, což dokládá i skutečnost, že již mladší potomci Čechů jsou v řadě případů zcela integrováni do srbské společnosti, a to i z hlediska vlastní identity. Tento trend je slabší paradoxně v Bělehradě, kde se část potomků Čechů snaží české zvyky a zvyklosti udržovat.

## Historie

### Počátky osídlování
První Češi se na území dnešního Srbska objevují již koncem 18. století, v rámci plánované kolonizace Banátské vojenské hranice v období vlády Marie Terezie. K výraznému zvýšení zájmu o přesídlení z území Čech dochází zejména ve dvacátých letech 19. století. Češi odcházeli především ze sociálních a ekonomických důvodů. Dnes v Srbsku žije přes dva tisíce obyvatel českého původu. Soustřeďují se zejména v malých obcích jižního Banátu a ve městě Bělehrad.
Počátky osídlování území dnešního Srbska českými kolonisty spadají do první poloviny 19. století. Češi se sem hromadně stěhují v několika vlnách a to především do oblasti jižního Banátu. Po roce 1848 se centrem Čechů stává také Bělehrad, kde se však usazují většinou rozptýleně mezi ostatní obyvatelstvo.
Češi přišli do východní části jižního Banátu ve dvou vlnách, v letech 1823–1826 na soukromou iniciativu dřevařského podnikatele a v letech 1826–1830 iniciativou vojenského velení Hranice a Dvorské válečné rady. Postupně zde vytvořili silnou českou menšinu, která v polovině 19. století žila v sedmi čistě českých vesnicích, a také v mnoha dalších hraničářských obcích. V obci Bela Crkva se Češi objevují už v 18. století a jednalo se především o lidi zámožné a vzdělané. Roku 1837 přišli kolonisté z izolované české obce Schönthal, kde byly zřejmě nejhorší životní podmínky, do pusté oblasti, kde oficiálně zakládají novou obec Češko Selo, která se poměrně úspěšně rozvíjela a deset let po založení se zde začíná i česky vyučovat. Nezámožní rolníci se sem začínají stěhovat až po zrušení vojenské hranice. Česká kolonie vzniká také v srbské obci Kruščica roku 1834. Čeští kolonisté byli velice prosperujícími zemědělci a srbské obyvatelstvo se od nich naučilo racionálně obdělávat půdu. Mimo vojenskou hranici se Češi usazují v roce 1838 v obci Veliko Središte a v roce 1920 se usazuje několik českých rodin také v obci Gaj.
V letech 1872–1873 zaniká Banátská vojenská hranice a v roce 1920 je oblast Banátu rozdělena Trianonskou smlouvou mezi Království Srbů, Chorvatů a Slovinců a Rumunsko.
Záležitost původu našich krajanů zůstává nedořešena. Pokud jde o původ Čechů, žijících v dnešním srbském Banátě, nelze za současného stavu bádání jednoznačně určit v kterých oblastech Čech měli první kolonisté své kořeny. První čeští osadníci pocházeli zejména ze středních Čech (Čáslavsko, Berounsko, Kouřimsko, okolí Poděbrad, Příbramsko), částečně pak z jihozápadních Čech (Plzeňsko, Klatovsko). Do obce Veliko Središte přicházejí Češi především z hanáckoslováckých obcí v okolí Klobouk u Brna.
První zprávy o českých kolonistech v Bělehradě se dochovaly z třicátých let 19. století, k organizovanější vlně osídlování dochází až po roce 1848. Přicházeli sem zejména odborníci z rozmanitých oborů, kterých bylo v Srbsku nedostatek. Začít nový život v Bělehradě bylo pro příchozí krajany také tvrdým oříškem, nicméně nikdy nemuseli čelit situaci, kdy by museli bojovat o holou existenci, jak tomu bylo u krajanů v Banátě. Na počátku 20. století již žila v Bělehradě početná česká komunita, která měla i své spolky – např. Českou besedu a Havlíčkovovu besedu. Doplňovaly je i další. Největší rozvoj v tomto směru zaznamenala komunita v 20. a 30. letech 20. století. Podílela se na rozvoji a provozu Českého domu, kde působila i česká škola.
Srbové si na Češích cenili zejména jejich vzdělanosti, činorodosti a smyslu pro pořádek, a v mnoha oborech nebo hospodářských aktivitách patřili právě Češi k místním průkopníkům či zakladatelům. Jednalo se zejména o lékaře, učitele, inženýry, umělce, mlynáře, pivovarníky, krejčí, obuvníky, řezníky a truhláře. V tomto předválečném období vytvořili Češi v Srbsku řadu podniků (filiálky bank, cukrovary, pivovary).
Po roce 1878 sem přicházejí stavitelé a řemeslníci v souvislosti s výstavbou silnice a železnice. 
V čase okupace Československa zde nacházejí útočiště zejména uprchlíci židovského původu. Fenoménem z doby komunistické totality bylo také provdávání Češek za Jugoslávce pracující v Československu a následný odchod do manželovy rodné země. V souvislosti s politickými změnami po druhé světové válce však počet Čechů jak v Jugoslávii, tak i v Srbsku nicméně postupně klesal, což se projevilo např. i uzavřením české školy v Bělehradě v roce 1960 a poslední české venkovské školy o deset let později. Zatímco roku 1948 se k české národnosti přihlásilo 6760 obyvatel, roku 1981 to bylo jen 3225 lidí a v roce 2002 potom přes dva tisíce osob.
K české národnosti se v Srbsku v roce 2002 přihlásilo 2 211 osob (z toho 1 648 ve Vojvodině a 563 v centrálním Srbsku). Nejpočetnější jsou Češi v obcích Bela Crkva (511), Kruščica (231), Gaj (137), Veliko Središte (57) a ve městech Bělehrad (422) a Novi Sad (119).
K české národnosti se hlásí vlivem asimilačních procesů stále méně obyvatel Srbska. Díky nedostatku pracovních míst krajané také často reemigrují zpět do České republiky. Největší procento Čechů jsou lidé v produktivním věku, pracují především v zemědělství. Většina Čechů v Srbsku dnes žije ve smíšených manželstvích, integrují se do většinové srbské společnosti. Jsou však hrdí na své české kořeny a snaží se uchovat zvyky svých předků. Svou národní identitu Češi vyjadřují hlavně spolkovým životem. Dbají na zachovávání tradic a kultury, uchovávají si povědomí sounáležitosti s českým národem. Krajané preferují především místní folklór. Nejvíce se české zvyky a tradice udržely v malých banátských obcích. Míra asimilace je individuální. Nejpatrnější je asimilace jazyková, nejmladší generace již česky téměř nemluví.

## Jazyková práva
Podle srbských zákonů smí být jazyk národnostní menšiny užíván na území obce nebo samosprávného celku tehdy, pokud počet mluvčích přesáhne 15 % počtu obyvatel uvedeného sídla. Statut úředního jazyka má český jazyk pouze na území města Bela Crkva (spolu s jazyky dalšími). Na úrovni autonomní oblasti Vojvodina není český jazyk jedním z úředních jazyků.

## Vyučování v českém jazyce
Český jazyk se vyučuje na filologické fakultě v Bělehradě a dále probíhá výuka v českém jazyce na několika školách na menších obcích v oblasti východní Vojvodiny (3 na území opštiny Bela Crkva a 1 na území opštiny Kovin). Český stát podporuje tyto školy vysíláním učitelů přímo z Česka. Vzdělávání v českém jazyce bylo obnoveno v roce 2010. Na některých základních školách v Bělehradě probíhalo dotazování ohledně zavádění výuky na nižších třídách v češtině, nicméně tyto se nikdy kvůli malému počtu zájemců nenaplnily.

## Organizační zázemí
Českou menšinu v Srbsku zastupuje Česká národní rada se sídlem ve městě Bela Crkva. Organizace byla zřízena v roce 2010 při srbském ministerstvu pro menšinová a lidská práva. Kromě toho zde působí i Matice česká (srbsky Matica češka, založená roku 1997. Zahrnuje řadu spolků tzv. českých besed, které působí na různých místech v Srbsku (Bělehradě, Belé Crkvi, Kruščici a Českém Selu). Mimo to existují i různé další české spolky a organizace.

## Známí Češi v Srbsku
- František Alexandr Zach (1807–1892) – vojenský teoretik
- Ignác Bajloni (1811–1875) – podnikatel
- Jan Mašín (1817–1884) – lékař, chirurg a gynekolog  dvorní lékař knížete Michala Obrenoviće III. a později krále Milana Obrenoviće, zakladatel česko-srbské dynastie Mašínů
- Jan Valenta (1826–1887) – lékař a politik
- Josef Holec (1830–1898) – lékař, chirurg a gynekolog, plukovník srbské armády
- Jakub Bajloni (1839–1902) – podnikatel, pivovarník a bankéř, syn Ignáce
- Rudolf Nováček (1860–1929) – vojenský skladatel
- Eduard Michl (1864–1915) – lékař, vojenský chirurg, spoluzakladatel Lékařské fakulty v Bělehradě
- Otokar Rybář (1865–1929) – právník, politik a diplomat Království Jugoslávie
- Cyril Kutlík (1869–1900) – malíř a výtvarný pedagog, zakladatel první malířské školy v Srbsku
- Ignjat Bajloni (1876–1935) – podnikatel, pivovarník a bankéř, guvernér Jihoslovanské národní banky, syn Jakuba
- Čeněk Slepánek (1878–1944) – spisovatel, kandidát Nobelovy ceny mírové r. 1929[11][12]
- Emil Hájek (1886–1974) – hudební teoretik
- Vojta Braniš (1893–1983) – sochař a výtvarný pedagog